# AI Водолея
AI Водолея (лат. AI Aquarii) — одиночная переменная звезда в созвездии Водолея на расстоянии (вычисленном из значения параллакса) приблизительно 13323 световых лет (около 4085 парсеков) от Солнца. Видимая звёздная величина звезды — от +13,9m до +12,8m.

## Характеристики
AI Водолея — жёлто-белая пульсирующая переменная звезда типа RR Лиры (RRAB) спектрального класса F. Эффективная температура — около 6345 К.